# Jan-Axel Strøm
Jan-Axel Strøm (Oslo, 6 settembre 1945) è un ex slittinista norvegese.

## Partecipazioni olimpiche
| Competizione | Pos. | Data            | Città     |
| ------------ | ---- | --------------- | --------- |
| Singolo      | 19ª  | 4 febbraio 1964 | Innsbruck |
| Doppio       | 10ª  | 5 febbraio 1964 | Innsbruck |
| Singolo      | 21ª  | 4 febbraio 1968 | Grenoble  |